# Kipololo
Kipololo ist ein Verwaltungsbezirk (Ward) des Distrikts Mbinga in der tansanischen Region Ruvuma.

## Geografie
Kipololo liegt im Südwesten von Tansania im Südlichen Hochland zwischen der Distrikthauptstadt Mbinga und dem Malawisee. Das gebirgige Gebiet liegt zwischen 1000 und 1800 Meter Seehöhe. Der Bezirk grenzt im Norden an Ukata, im Osten an Mkumbi, im Süden an Ngima und im Westen an Kitura. Bei der Volkszählung 2022 lebten 4482 Menschen in 1086 Haushalten auf einer Fläche von 19 Quadratkilometern.

## Gliederung
Der Bezirk besteht aus vier Gemeinden (Mtaa) mit 19 Orten (Kitongoji):
| Kipololo - Malala - Mpungu - Liwela - Kipololo - Nipogima - Matunguru | Ndanga - Luwala - Ndanga - Lundu - Nahongo | Lunoro - Magingo - Nuntura - Lunoro - Kibulang'oma | Bagamoyo - Bagamoyo A - Bagamoyo B - Kinango - Mpapa - Matope |

## Infrastruktur
- Bildung: Die Kipololo Secondary School ist die einzige weiterführende Schule des Bezirks.[8] Die staatliche Tagesschule bildet Jugendliche bis zur 4. Stufe aus.[9] Diese Schule ist Partnerschule des Vinzentinums Würzburg.[10]
- Gesundheit: In den Gemeinden Kipolo und Ndanga gibt es je eine staatliche Apotheke.[11][12]